# Ajonpää (udde i Finland)
Ajonpää är en udde i Finland.   Den ligger i den ekonomiska regionen  Åbo ekonomiska region  och landskapet Egentliga Finland, i den sydvästra delen av landet, 160 km väster om huvudstaden Helsingfors. Ajonpää ligger på ön Luonnonmaa.
Terrängen inåt land är platt. Havet är nära Ajonpää åt sydväst. Runt Ajonpää är det tätbefolkat, med 735 invånare per kvadratkilometer. Närmaste större samhälle är Åbo, 11,0 km öster om Ajonpää. 